# Nordic Regional Airlines

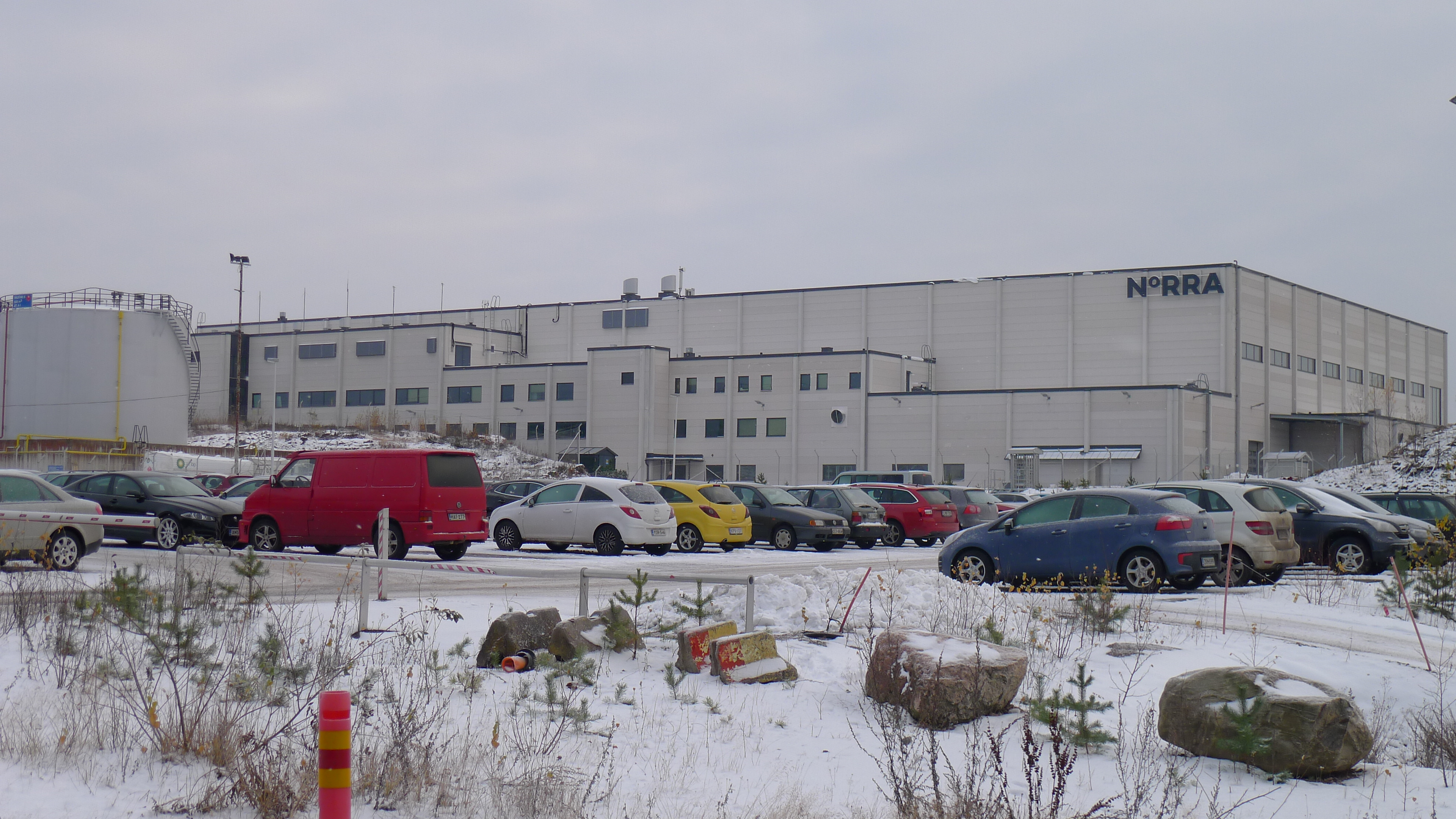
Головний офіс

NORRA (юридична назва Nordic Regional Airlines Oy) — фінська регіональна авіакомпанія, що виконує внутрішні і деякі європейські ближньомагістральні рейси для фінського національного авіаперевізника Finnair. До кінця березня 2015 року мала назву Flybe Nordic і на 60% належала британському лоу-костеру Flybe.
Офіс компанії розташовано в аеропорту Сейняйокі фінського міста Ілмайокі.

## Історія

### Finncomm Airlines, Flybe Nordic
В кінці 2014 року Flybe оголосила про продаж своєї частки 60% у Flybe Nordic, тим самим завершуючи свою діяльність на Фінляндії. Між тим на початку січня 2015 року Finnair знайшла нових власників для компанії в особі компаній G. W. Sohlberg і StaffPoint. Стало відомо, що Finnair збереже свою частку 40% у власності компанії, в той час як Staffpoint і GWS дістанеться 45% і 15% відповідно. Ціна угоди становила всього один євро. 31 березня 2015 року угода про продаж частки акцій Flybe була повністю закрита, і авіакомпанія перейшла під тимчасове управління Finnair і змінила назву на Flybe Finland. Рейси авіакомпанії продовжилися виконуватися під кодами Finnair.

### NORRA
16 червня 2015 року авіакомпанія перейменована в Nordic Regional Airlines і оголосила про подальший розвиток свого нового бренду NORRA.

## Пункти призначення
Компанія була оператором Finnair на внутрішніх авіалініях країни, а також на великій частині міжнародних рейсів. Всі рейси, за винятком міст північного напрямку, виконуються під кодом Finnair (AY).

## Флот

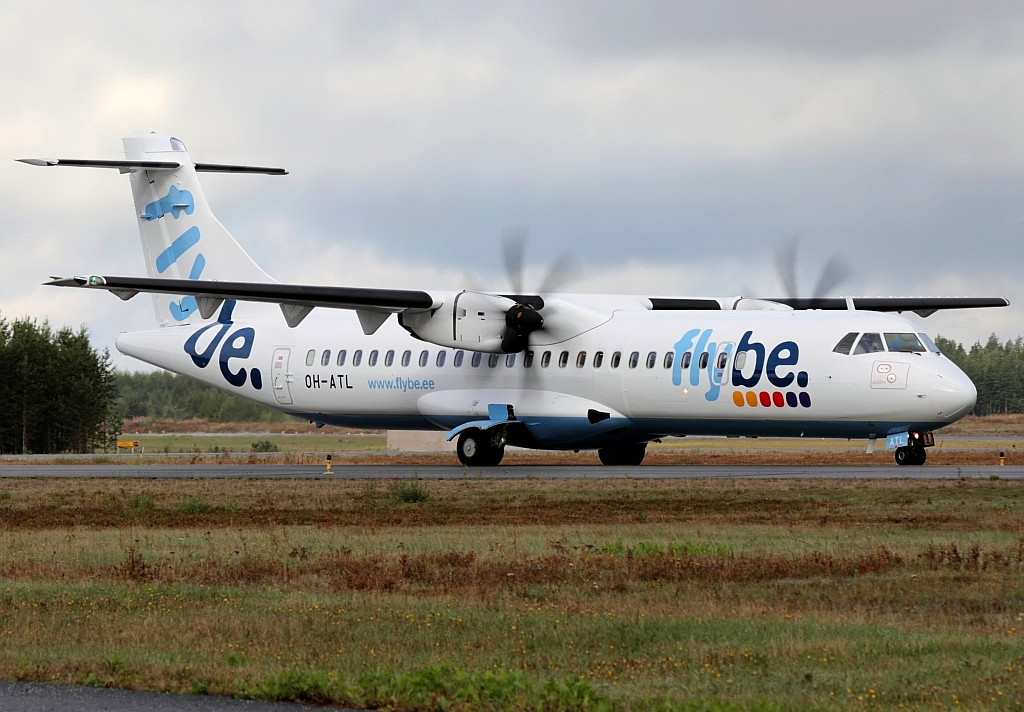
ATR 72-500 в аеропорту Йоенсуу

Середній вік флоту авіакомпанії становить 5.9 років. Повітряний парк авіакомпанії складається з літаків середньої і малої дальності виробництва фірм Avions de Transport Regional (ATR) і Embraer: